# Lijst van voetbalinterlands Ivoorkust - Madagaskar
Deze lijst van voetbalinterlands is een overzicht van alle officiële voetbalwedstrijden tussen de nationale teams van Ivoorkust en Madagaskar. De Afrikaanse landen speelden tot op heden tien keer tegen elkaar. De eerste ontmoeting was een wedstrijd tijdens de Afrikaanse Spelen 1965 op 21 juli 1965 in Brazzaville (Congo-Brazzaville). Het laatste duel, een kwalificatiewedstrijd voor de Afrika Cup 2021, werd gespeeld in Toamasina op 17 november 2020.

## Wedstrijden
| №  | Plaats       | Datum            | Competitie                   | Wedstrijd              | Uitslag |
| -- | ------------ | ---------------- | ---------------------------- | ---------------------- | ------- |
| 1  | Brazzaville  | 21 juli 1965     | Afrikaanse Spelen 1965       | Ivoorkust − Madagaskar | 5 − 0   |
| 2  | Nairobi      | 8 augustus 1987  | Afrikaanse Spelen 1987       | Madagaskar − Ivoorkust | 1 − 1   |
| 3  | Antananarivo | 28 januari 2001  | WK 2002 kwalificatie         | Madagaskar − Ivoorkust | 1 − 3   |
| 4  | Abidjan      | 1 juli 2001      | WK 2002 kwalificatie         | Ivoorkust − Madagaskar | 6 − 0   |
| 5  | Antananarivo | 25 maart 2007    | Afrika Cup 2008 kwalificatie | Madagaskar − Ivoorkust | 0 − 3   |
| 6  | Bouaké       | 3 juni 2007      | Afrika Cup 2008 kwalificatie | Ivoorkust − Madagaskar | 5 − 0   |
| 7  | Antananarivo | 8 juni 2008      | WK 2010 kwalificatie         | Madagaskar − Ivoorkust | 0 − 0   |
| 8  | Abidjan      | 11 oktober 2008  | WK 2010 kwalificatie         | Ivoorkust − Madagaskar | 3 − 0   |
| 9  | Abidjan      | 12 november 2020 | Afrika Cup 2021 kwalificatie | Ivoorkust − Madagaskar | 2 − 1   |
| 10 | Toamasina    | 17 november 2020 | Afrika Cup 2021 kwalificatie | Madagaskar − Ivoorkust | 1 − 1   |

## Samenvatting
| Competitie              | Totaal gespeeld | Winst Ivoorkust | Gelijk | Winst Madagaskar | Doelsaldo Ivoorkust – Madagaskar |
| ----------------------- | --------------- | --------------- | ------ | ---------------- | -------------------------------- |
| WK-kwalificatie         | 4               | 3               | 1      | 0                | 12 − 1                           |
| Afrika Cup-kwalificatie | 4               | 3               | 1      | 0                | 11 − 2                           |
| Afrikaanse Spelen       | 2               | 1               | 1      | 0                | 6 − 1                            |
| Totaal                  | 10              | 7               | 3      | 0                | 29 − 4                           |

## Details

### Vijfde ontmoeting
| Afrika Cup 2008 kwalificatie (Antananarivo, Madagaskar, 25 maart 2007): |       |                                                     |
| Madagaskar                                                              | 0 – 3 | Ivoorkust                                           |
|                                                                         | goals | 29' Steve Gohouri 35' Aruna Dindane 82' Amara Diané |

### Zesde ontmoeting
| Afrika Cup 2008 kwalificatie (Bouaké, Ivoorkust, 3 juni 2007):                     |       |            |
| Ivoorkust                                                                          | 5 – 0 | Madagaskar |
| Salomon Kalou 18' Arouna Koné 30' Yaya Touré 48' Arouna Koné 82' Didier Drogba 90' | goals |            |

FIF · A-internationals · Selecties · Bondscoaches · Statistieken · Ivoriaans vrouwenelftal · Ivoorkust U21 · Ivoorkust U20 · Ivoorkust U19 · Ivoorkust U18 · Ivoorkust U17
1960 – 1969 ·
1970 – 1979 ·
1980 – 1989 ·
1990 – 1999 ·
2000 – 2009 ·
2010 – 2019 ·
2020 − 2029
WK 2006 · 
WK 2010 · 
WK 2014
OS 2008 · 
OS 2020
1960 ·
1961 ·
1962 ·
1963 ·
1964 · 
1965 ·
1966 · 
1967 ·
1968 ·
1969 ·
1970 ·
1971 ·
1972 ·
1973 ·
1974 ·
1975 ·
1976 ·
1977 ·
1978 · 
1979 ·
1980 ·
1981 · 
1982 ·
1983 ·
1984 ·
1985 ·
1986 ·
1987 ·
1988 ·
1989 ·
1990 ·
1991 ·
1992 · 
1993 · 
1994 · 
1995 · 
1996 · 
1997 · 
1998 · 
1999 · 
2000 · 
2001 · 
2002 · 
2003 · 
2004 · 
2005 · 
2006 · 
2007 · 
2008 · 
2009 · 
2010 · 
2011 · 
2012 · 
2013 ·
2014 ·
2015 ·
2016 ·
2017 ·
2018 ·
2019 ·
2020 ·
2021 ·
2022 ·
2023 ·
2024
Algerije ·
Angola ·
Argentinië ·
België ·
Benin ·
Bosnië en Herzegovina ·
Botswana ·
Brazilië ·
Burkina Faso ·
Burundi ·
Centraal-Afrikaanse Republiek ·
Chili ·
Colombia ·
Comoren ·
Congo-Brazzaville ·
Congo-Kinshasa ·
Duitsland ·
Egypte ·
El Salvador ·
Engeland ·
Equatoriaal-Guinea ·
Ethiopië ·
Frankrijk ·
Gabon ·
Gambia ·
Ghana ·
Griekenland ·
Guinee ·
Guinee-Bissau ·
Hongarije ·
Israël ·
Italië ·
Japan ·
Jordanië ·
Kameroen ·
Kenia ·
Koeweit ·
Lesotho ·
Liberia ·
Libië ·
Madagaskar ·
Malawi ·
Mali ·
Marokko ·
Mauritanië ·
Mauritius ·
Mexico ·
Moldavië ·
Mozambique ·
Namibië ·
Nederland ·
Niger ·
Nigeria ·
Noord-Korea ·
Oeganda ·
Oostenrijk ·
Paraguay ·
Polen ·
Portugal ·
Qatar ·
Roemenië ·
Rusland ·
Rwanda ·
Senegal ·
Servië en Montenegro ·
Seychellen ·
Sierra Leone ·
Slovenië ·
Soedan ·
Spanje ·
Tanzania ·
Togo ·
Tsjaad ·
Tunesië ·
Turkije ·
Uruguay ·
Verenigde Staten ·
Zambia ·
Zimbabwe ·
Zuid-Afrika ·
Zuid-Korea ·
Zweden ·
Zwitserland
Argentinië (2006) · 
Colombia (2014) ·
Ghana (2015) ·
Griekenland (2014) · 
Japan (2014) ·  
Nederland (2006) · 
Noord-Korea (2010) · 
Servië en Montenegro (2006) ·
Zambia (2012)
FMF · A-internationals · Malagassisch vrouwenelftal
1960 – 1969 ·
1970 – 1979 ·
1980 – 1989 ·
1990 – 1999 ·
2000 – 2009 ·
2010 – 2019 ·
2020 − 2029
1963 ·
1964 ·
1965 ·
1966 · 
1967 ·
1968 ·
1969 · 
1970 · 
1971 · 
1972 ·
1973 · 
1974 ·
1975 ·
1976 ·
1977 ·
1978 · 
1979 ·
1980 · 
1981 · 
1982 ·
1983 · 
1984 ·
1985 · 
1986 ·
1987 ·
1988 ·
1989 ·
1990 ·
1991 ·
1992 ·
1993 ·
1994 · 
1995 ·
1996 ·
1997 ·
1998 ·
1999 · 
2000 · 
2001 · 
2002 · 
2003 · 
2004 · 
2005 · 
2006 · 
2007 · 
2008 · 
2009 · 
2010 · 
2011 · 
2012 · 
2013 ·
2014 ·
2015 ·
2016 ·
2017 ·
2018 ·
2019 ·
2020 ·
2021 ·
2022 ·
2023 ·
2024
Algerije ·
Angola ·
Benin ·
Botswana ·
Burkina Faso ·
Burundi ·
Centraal-Afrikaanse Republiek ·
Comoren ·
Congo-Brazzaville ·
Congo-Kinshasa ·
Egypte ·
Equatoriaal-Guinea ·
Ethiopië ·
Gabon ·
Gambia ·
Ghana ·
Guinee ·
Iran ·
Ivoorkust ·
Kaapverdië ·
Kameroen ·
Kenia ·
Kosovo ·
Lesotho ·
Liberia ·
Luxemburg ·
Malawi · 
Mali · 
Mauritanië ·
Mauritius · 
Mozambique · 
Namibië · 
Niger ·
Nigeria · 
Oeganda · 
Rwanda ·
Sao Tomé en Principe ·
Senegal ·
Seychellen · 
Soedan ·
Swaziland · 
Tanzania · 
Togo · 
Tsjaad ·
Tunesië · 
Zambia · 
Zimbabwe · 
Zuid-Afrika